# 23時ショー
23時ショー（にじゅうさんじショー）は、日本のテレビ番組。NETテレビおよび、後身のテレビ朝日が1970年代に放映した。
「深夜のアダルト向け娯楽ショー」を標榜し、同様のコンセプトの裏番組『11PM』（日本テレビ系列）としのぎを削ったが、ネット局内部から低俗番組との批判を受け、番組のネットを停止され（後述）、放送業界に波紋を呼んだ。

## 概要
過激な色気を売り物とする生放送のスタジオ企画を中心としたが、政治問題などの硬派な話題も扱っていたほか、番組初期に毎日放送が制作を担当していた金曜日は、もっぱら上方演芸を紹介していた。
1973年に第1次オイルショックの影響で民放キー局が深夜放送の自粛を決めたため、同年12月31日、番組は一旦打ち切られる（ここまでを第1期とする）。
その後数年間別の番組を放映したのち（後述）、1977年10月に再開（第2期）。1979年9月まで放送され、『ミッドナイトショー』『トゥナイト』に引き継がれた。

### 放送期間・時間
すべてJST
第1期（NETテレビクレジット表記時代）
- 1971年4月5日 - 1972年9月：平日 23:00 - 23:50（1972年9月より、奇数月の大相撲開催中は『大相撲ダイジェスト』を挿入していた）
- 1972年10月 - 1973年12月31日：平日および土曜日 23:00 - 23:50

第2期（テレビ朝日クレジット表記時代）
- 1977年10月 - 1979年3月：平日 23:10 - 24:10（JST）
- 1979年4月 - 1979年9月：平日 23:20 - 24:20（JST）

### ネット局
第1期
- NETテレビ（当時の正式社名は「日本教育テレビ」、現：テレビ朝日）
制作局（1971年4月から同年12月まで：月 - 木、1972年1月から終了まで：月 - 金）。
- 北海道テレビ
- 中京テレビ（放送開始から1973年4月まで）
- 名古屋テレビ（当時の正式社名は「名古屋放送」、1973年4月以降）
- 毎日放送
金曜日のみの制作局。1971年12月を最後にネット打ち切り、制作からも撤退（後述）。
- 近畿放送（現：KBS京都、1972年10月以降、事情は後述）
- サンテレビ（1972年10月以降[4]、事情は後述）
- 瀬戸内海放送
- 広島ホームテレビ
- 九州朝日放送

第2期
- テレビ朝日（当時の正式社名は「全国朝日放送」、現：テレビ朝日、制作局）
- 北海道テレビ
- 東日本放送
- 静岡けんみんテレビ（当時の正式社名は「静岡県民放送」、現：静岡朝日テレビ、1979年7月から3か月間）
- 名古屋テレビ（当時の社名は「名古屋放送」）
- 瀬戸内海放送
- 広島ホームテレビ
- 九州朝日放送

関西地区のテレビ朝日系ネット局は朝日放送に変更されていた（1975年3月31日から）が、放送されなかった。

## 出演者

### 第1期
東京発（NETテレビ）
- 月曜担当
  - ケーシー高峰（初代、1972年3月まで）[3]
  - 悠木千帆（後の樹木希林、ケーシーのパートナー役）[3]
  - 広川太一郎（1972年4月〜1973年3月）
  - 大野しげひさ（1973年4月〜終了まで）
- 火曜担当
  - 筒井康隆（初代、1971年9月まで）
  - 神津善行 （火曜担当、1971年10月より）
  - 加賀まりこ（筒井のパートナー役）
  - 天地総子（筒井→神津のパートナー役）
- 水曜担当
  - 北山修（初代、1971年6月まで）
  - 愛川欽也（1971年7月より）
  - 草笛光子（北山→愛川のパートナー役）
- 木曜担当
  - 藤岡琢也（初代、1971年6月まで）
  - ちあきなおみ（藤岡のパートナー役）　
  - 高島忠夫（1971年7月より、1972年秋より土曜担当も兼務）
  - 沢たまき（高島のパートナー役）
- 金曜担当（1972年1月~）
  - 宍戸錠
- 土曜担当
  - 高島忠夫（火曜担当と兼務）
- その他
  - 古今亭志ん馬 (6代目)
- カバーガール
  - フラワー・メグ
  - 麻里圭子

ほか
大阪発（毎日放送、1971年12月まで）
- 金曜担当
  - アイ・ジョージ
  - 森乃福郎
  - 三島ゆり子

### 第2期
- 岡田真澄
- はかま満緒
- 佐藤蛾次郎
- おりも政夫
- 渡辺文雄
- 馬場信浩
- 桂きん枝（現・四代目桂小文枝）
- 水谷良重（現・二世水谷八重子）
- 野際陽子
- 沢たまき
- 鰐淵晴子
- アン・ルイス
- 高橋基子

## 主な放送内容
- 1972年01月03日（月）「初春・寝小便談義」
司会：高島忠夫、ゲスト：斉藤茂太、中村武志
- 1972年04月03日（月）「ミスペチャンコパイコンテスト」
司会：広川太一郎
- 1972年04月04日（火）「美人霊感師夜の占術大会」
ゲスト：田中佐和、月竜香、北原ミレイ
- 1972年04月05日（水）「夜の美女ヌルヌル大会」
ゲスト：浜畑賢吉
- 1972年04月07日（金）「艶芸！遊女とプレイボーイ」
- 1972年05月15日（月）「突撃！浮気の告白コンテスト」
司会：広川太一郎
- 1972年08月16日（水）「濃艶！若手ゲイボーイおもて芸大会」
- 1973年04月14日（土）「続・続夜の魔術師大会」
ゲスト：引田天功
- 1973年04月16日（月）「真夜中のゲイボーイ歌って踊って大合戦」
ゲスト：五木ひろし
- 1973年04月17日（火）「夜の美女ファッションモデル入門コンテスト」
ゲスト：白石浩一
- 1973年04月18日（水）「花の女子大生夜の大集合」
- 1973年04月19日（木）「ちょんまげ使節団・大相撲中国巡業記」
- 1973年04月20日（金）「全日本オール女バンド初競艶」
ゲスト：チェリッシュ[要検証 – ノート]、富永一朗
- 1973年10月01日（月）「真夜中の美女アクロバット大会」
- 1973年10月02日（火）「裸美女・大都会・音」
ゲスト：前田憲男
- 1973年10月03日（水）「裸美女夜の寺小屋特訓」
ゲスト：渡辺虚堂
- 1973年10月04日（木）「真夜中の夫と妻の記録」
ゲスト：大信田礼子、ペドロ&カプリシャス
- 1973年10月05日（金）「日ソ会談近づく・田中首相を待つソ連」
ゲスト：山田久就
- 1973年10月06日（土）「激突！半裸美女夜の大車輪」
ゲスト：泉朱子
- 1973年12月31日（月）「美空ひばりワンマンショー」
ゲスト：古賀政男

### エピソード
制作局のNETでは、放送でヌードを披露することを条件に、フラワー・メグを初代のカバーガールに起用。同局制作分の第1回で、実際にメグのヌード映像を放送した。日本のテレビ番組初の試みであったが、当時でもお色気要素のある番組に対しては風当たりが強かったため、放送直後に視聴者からの抗議が殺到。結局、メグは当初の予定より早い降板を余儀なくされた。
番組の木曜日担当プロデューサーだった高田修作は、放送中に以下のハプニングがあったことを告白している。
- リンボーダンスを踊る女性のパンツが切れ、「コンマ1秒くらいモロに」露呈してしまった。
- 合成樹脂製の透明の板の上でゴーゴーダンサーが踊る様子をカメラで真下からとらえていたところ、何人かが下着を身につけていなかった。

## ネット打ち切り問題
1期目の放送開始後、NETテレビ系列の関西地方のネット局で、金曜日に限り同番組を制作していた毎日放送（MBSテレビ）が、1971年12月3日に「番組が低俗だ」として、同番組のネット打ち切りを表明した。番組内容の低俗さを理由として放送番組のやりとりを停止したのは日本の放送史上初のことであった。
当時の社長・高橋信三が、「東京から発信される金曜日以外の放送内容に不適切な表現や未成年者に見せてはいけない過激すぎる、または不快感を与える箇所が多い」とし、卑猥な映像をMBSで放映することを嫌って、NETのネット受けを拒否する意向を示したという。のちに当時の常務・吉村弘が衆議院逓信委員会放送に関する小委員会における参考人質疑で明らかにしたところによると、高橋の態度には「内容について、やはりそこに人権の尊重ということと、それから番組の品位ということを考えなくちゃいけない」「高年齢者の、十一時台を静かな時間として楽しみたいという人も対象にしたい」という考えが根底にあったという。また、お笑い路線を基調としたいMBS側と『11PM』に対抗してお色気路線を維持したいNET側との対立も根深かったという。
この番組が番組販売扱いで、ネットスポンサーが付いていなかったという事情も、迅速な打ち切り決定を容易にした。
MBSは1971年12月31日放送の「桂小文枝独演会」を最後にネットを打ち切り、制作からも撤退した。
なお、近畿地方では1972年10月から、サンテレビと、近畿放送（現・京都放送、KBS京都）に販売する形で、マイクロネットが開始された。

## 備考

### 中断期の番組枠
本番組の第1期と第2期の間に、『スタジオ23』→『ザ・23』→『プレイタイム23』が放送された。
関西地区では本番組の第1期末期からの引き続きという形でサンテレビと近畿放送で放送され、1975年10月に朝日放送に移行したが、短期間で打ち切られた。